# Danmarks bedste maskot
Danmarks bedste maskot var et program på DR3 sendt i 2016 fra 25. februar til 1. april, der handlede om, at otte maskotter skulle dyste og udfordre hinanden i forskellige maskotdiscipliner lige fra quiz om maskotter til motorcykelræs. Vært på programmet var Thomas Skov.
Programmet bestod af syv afsnit, hvoraf de seks første var selve turneringen og det syvende et afsnit bag om maskotterne.
Hvert afsnit bestod af to dyster og én duel. Den afgørende duel var efter bedst ud af tre-modellen. Finalen bestod af tre dyster og duellen blev afgjort ved første sejr.

## Deltagere
Der deltog i alt otte maskotter fra forskellige sportsklubber i Danmark, herunder fodboldklubber, en håndboldklub og en basketballklub. I hvert afsnit blev én maskot sendt hjem. Det blev afgjort ved, at de to nederste på pointtavlen skulle dyste mod hinanden i duellen. Her gjaldt det om at skubbe sin modstander ned fra sin pude ved hjælp af nogle udvalgte hjælpemidler.
| Plads | Maskot       | Klub             | By            | Væsen   | Person                    |
| ----- | ------------ | ---------------- | ------------- | ------- | ------------------------- |
| 1     | Poul van GOG | GOG              | Gudme         | Drage   | Andreas Brinkmann Thomsen |
| 2     | Lupus        | FC Midtjylland   | Herning       | Ulv     | Daniel Öberg              |
| 3     | Theodor      | AaB              | Aalborg       | Bjørn   | Kristian Svendsen         |
| 4     | Nanok        | Brøndby IF       | Brøndbyvester | Isbjørn | Jonathan Nordvig Møller   |
| 5     | McAnders     | Randers FC       | Randers       | Hest    | Nicolai Dorf Jørgensen    |
| 6     | Ditlev Dunk  | Team FOG Næstved | Næstved       | And     | Claus Henriksen           |
| 7     | Svante       | HB Køge          | Køge          | Svane   | Henrik Nørgaard           |
| 8     | Aros         | AGF              | Aarhus        | Isbjørn | Karoline Stubkær          |